# Allotinus punctatus
Allotinus punctatus är en fjärilsart som beskrevs av Semper 1889. Allotinus punctatus ingår i släktet Allotinus och familjen juvelvingar. Inga underarter finns listade i Catalogue of Life.